# 北九州市立響ホール
北九州市立響ホール（きたきゅうしゅうしりつひびきホール、Hibiki　hall）は、福岡県北九州市八幡東区にある音楽専用ホール。

## 概要
響ホールは、北九州市が八幡東区平野地区に整備した「国際交流ゾーン」の中核施設「北九州市立国際村交流センター」内にあり、1993年（平成5年）7月に開館した。センターは、響ホールの他に地域における草の根国際交流の拠点となる「国際村交流センター」、地域の生涯学習施設「八幡東生涯学習センター」の3つの機能を持つ。
ホールは客席数720席。シューボックス型のホールで、音響を重視した設計となっており、残響は1.8秒（満席時）である。クラシック音楽のコンサート等が多く行われている。

## 周辺施設
- 九州国際大学
- JICA九州国際センター